# 2000 CE62
2000 CE62 är en asteroid i huvudbältet som upptäcktes den 2 februari 2000 av LINEAR i Socorro County, New Mexico.
Asteroiden har en diameter på ungefär 10 kilometer, den tillhör asteroidgruppen Eos.